# Lokanja vas
Lokanja vas este o localitate din comuna Slovenska Bistrica, Slovenia, cu o populație de 103 locuitori.